# 5,6 × 57 mm
 (janvier 2020).
La munition de 5,6 × 57 mm (désigné comme le 5,6 × 57 par le CIP) a été créée par la Rheinisch Westfälische Sprengstoffwerke en Allemagne pour la chasse aux petits cervidés tels que le chevreuil et chamois. Le calibre est relativement répandu parmi les tireurs sportifs européens, et la plupart des grands fabricants de fusils européens proposent plusieurs modèles de fusils pour cette cartouche. Au cours de la période 1970-1990, cette cartouche a été largement (et avec succès) utilisée en république d'Irlande pour le tir au cerf, car des considérations de sécurité à une période de violence pour l'Armée républicaine irlandaise provisoire avaient conduit à une interdiction de possession civile de calibres supérieurs à .224 pouces. Certains chasseurs britanniques spécialisés dans les petits cervidés utilisent le 5,6 × 57 mm avec beaucoup de succès sur les chevreuils, les muntjacs et les cerfs d'eau chinois.  
Avec une vitesse de initiale de 1 100 m/s (3 500 ft/s) pour une balle de 74 grains à pointe conique, elle est d'environ 30 m/s (100 ft/s) plus rapide que la cartouche .220 Swift tirant une balle de poids équivalent. Le plus grand volume de la douille permet également d'effectuer des rechargements de la munition allant jusqu'à des charges de 50 grains qui, avec des vitesses supérieures à 1 200 m/s (4 100 ft/s), dépasse tout ce qui peut être réalisé en toute sécurité par le Swift. La .223 Winchester Super Short Magnum est une cartouche du 21e siècle comparable au 5,6 × 57 mm.
La douille de la cartouche 5,6 × 57 mm a une paroi plutôt épaisse, ce qui pose des problèmes importants lors du rechargement des munitions, en raison de la force qui doit être délivrée via la presse lors du recalibrage du collet de la douille. Il a été suggéré que cette épaisseur de collet inhabituelle est le résultat de l'utilisation d'adaptateurs de chambre à percussion annulaire de .22 dans les fusils à percussion centrale chambrés pour cette cartouche.

## 5,6 × 57 mmR, variante à bourrelet
Le 5.6 × 57 mmR (désigné comme le 5,6 × 57 R par le CIP)  est une variante à bourrelet du 5.6 × 57 mm. La variante à bourrelet a été conçue pour les carabines à ouverture basculante (drilling ou express) et est presque identique à la variante à gorge, à l'exception du bourrelet.  

## Caractéristiques
- Diamètre de la balle: 5,56 mm (.224 ")
- Vitesse: 
  - Avec balle de 74 gr (4.8 g) : 1 040 m/s (3 410 ft/s)
  - Avec balle de 60 gr (3.9 g) : 1 130 m/s (3 710 ft/s )